# Calyptranthes krugii
Calyptranthes krugii är en myrtenväxtart som beskrevs av Hjalmar Frederik Christian Kiaerskov. Calyptranthes krugii ingår i släktet Calyptranthes och familjen myrtenväxter.
Artens utbredningsområde är Puerto Rico. Inga underarter finns listade i Catalogue of Life.